# Eric Orbom
Eric Orbom est un directeur artistique américain né le 6 juillet 1915 à Stockholm (Suède) et mort le 23 mai 1959 à Los Angeles (Californie).

## Filmographie (sélection)
- 1956 : Coup de fouet en retour (Backlash) de John Sturges
- 1956 : Demain est un autre jour (There's Always Tomorrow) de Douglas Sirk
- 1957 : L'Homme aux mille visages (Man of a Thousand Faces) de Joseph Pevney
- 1957 : Rendez-vous avec une ombre (The Midnight Story) de Joseph Pevney
- 1959 : Cette terre qui est mienne (This Earth Is Mine) d'Henry King
- 1960 : Spartacus de Stanley Kubrick

## Distinctions
- Oscars 1961 : Oscar des meilleurs décors pour Spartacus (à titre posthume)